# 라이프타임 (텔레비전 네트워크)
라이프타임(영어: Lifetime)은 미국의 미디어 기업 에이앤이 네트웍스(A+E Networks)의 케이블 텔레비전, 위성방송 채널로, 주로 여성 관련 프로그램을 송출한다. 미국 월트 디즈니 컴퍼니 50%, 허스트 커뮤니케이션이 50% 소유한다. 2016년 1월, 라이프타임은 미국에서 9380만 가구가 수신받는다.

## 연혁
1984년 개국했다. 개국 당시에는 이름이 라이프타임 메디컬 텔레비전(영어: Lifetime Medical Television)였고, 1995년에서야 현재의 이름으로 변경했다.
대한민국에서는 2017년 9월 22일, A+E 네트웍스가 한국에 진출해 론칭했다.

## 슬로건
- "생활과 의학의 TV" (1984 ~ 1993)
- "여성을 위한 TV" (1994 ~ 2006)
- "내 얘기는 라이프타임이다." (2006 ~ 2008)
- "이어라, 놀아라, 공유하라." (2008 ~ 2012)
- "당신의 생활, 당신의 시간." (2012 ~ 2013)

## 시청 방법
- 케이블TV, 지니 TV, U+ TV, B tv, KT스카이라이프 등과 같은 유료 방송이면 시청 가능하다.
- 이용 가능한 OTT 서비스 : 티빙
- 참고 사항 : OTT 서비스의 경우 드라마 등 일부 프로그램은 저작권이 없어 제공하기는 당연히 불가능하다.

## 같이 보기
- 히스토리